# 田中文雄
田中 文雄（、1941年9月22日 - 2009年4月12日）は、日本の映画プロデューサー、小説家。東京府出身。小説の執筆では、滝原 満（たきはら みつる）、草薙 圭一郎（）という名義も使用した。

## 略歴
1964年、早稲田大学政治経済学部卒業。在学中は、「ワセダミステリクラブ」に参加していた。在学中の1963年、『宝石』（1963年10号 臨時増刊 38年度新人中篇力作10人集）に短編「白い翼の郷」が掲載された。
大学を卒業し、同年、東宝撮影所に入社。文芸部に配属され、プロデューサー補佐を務めた後、1969年に文芸部が廃止され製作者室に所属。同年に映画『野獣の復活』でプロデューサーとしてデビューし、血を吸うシリーズなど、ホラー・SFを中心に活躍。1971年に東宝の映画製作部門が東宝映画へ独立したことに伴い、東宝テレビ部に移籍。その後、映像調整部長となった瀬戸勇に誘われ映像調整部に移籍。
1974年には東宝映像（現・東宝映像美術）に移籍し、映画プロデューサーに復帰。その間に「夏の旅人」が『SFマガジン』の「SF三大コンテスト小説部門」（のちのハヤカワ・SFコンテスト）に佳作入選。1975年に田中友幸が社長にスライド就任した東宝映画に移籍、1976年には短編ミステリ「さすらい」（滝原満名義）が第1回幻影城新人賞の佳作となった。
1981年にヒロイック・ファンタジー作品「大魔界」シリーズの第1作『竜神戦士ハンニバル』を刊行し、本格的な作家活動を開始する。「大魔界」シリーズを継続して書きつぐ一方で、並行してホラー小説を多数執筆。1984年に契約者となり、1986年に作家専業となる。
晩年は、田中文雄名義で主に「異形コレクション」シリーズにホラー短編を執筆していたほか、「草薙圭一郎」名義で架空戦記や時代小説を多数執筆していた。
2008年12月、『幻影城の時代 完全版』（講談社）に短編「走屍の山（カンキシのやま）」を発表。
2009年4月12日、脳出血のために死去（享年67歳）。

## 所属団体
- 日本放送作家協会
- 日本SF作家クラブ
- 映画テレビ製作者協会
- 日本推理作家協会

## 受賞歴
- 早川書房SF三大コンテスト
- 幻影城新人賞

## プロデュース作品
- 1969年12月6日 - 『野獣の復活』
- 1970年7月4日 - 『悪魔が呼んでいる』、『幽霊屋敷の恐怖 血を吸う人形』
- 1970年8月1日 - 『ゲゾラ・ガニメ・カメーバ 決戦!南海の大怪獣』[1]
- 1970年8月14日 - 『バツグン女子高生 16才は感じちゃう』
- 1970年11月14日 - 『バツグン女子高生 そっとしといて16才』
- 1971年6月5日 - 『恋人って呼ばせて』
- 1971年6月16日 - 『雨は知っていた』、『呪いの館 血を吸う眼』
- 1972年2月26日 - 『制服の胸のここには』
- 1974年7月20日 - 『血を吸う薔薇』
- 1974年12月28日 - 『エスパイ』[2]
- 1977年12月17日 - 『惑星大戦争』[1][2]
- 1979年4月28日 - 『乱れからくり』
- 1984年3月17日 - 『さよならジュピター』[2]
- 1984年12月15日 - 『ゴジラ』[1][2]

## 著書

### 田中文雄名義
- 大魔界シリーズ
  - 竜神戦士ハンニバル （早川書房 1981年6月）
  - 氷神女王アーシュラ （早川書房 1982年1月）
  - 幻神惑星ナーガ （早川書房 1983年9月）
  - 白蓮都市ネフェルタ （早川書房 1984年9月）
  - 死霊塔主ジマ・ディンゴ （早川書房 1986年10月）
  - 漂流戦艦ナビゲイル （早川書房 1989年7月）
  - 幻術師ダンカン （早川書房 1985年7月)（外伝）
- 夏の旅人 （早川書房 1981年11月）
- 魔海戦記 ダゴンの復讐 （角川書店 1984年8月）
- 黄金のUボート （原作 桶谷信雄構成 廣済堂出版 1985年10月）
- 妖魔列島 （廣済堂出版 1985年12月）
- 透明戦隊 （廣済堂出版 1986年5月）
- 警察拳銃 （廣済堂出版 1986年12月）
- 迷宮の獣王 長篇英雄活劇 （徳間書店 1986年1月）
- 猫恐 （光風社出版 1987年3月）
- 埋葬人形ウシャブティ （朝日ソノラマ 1987年3月）
- 死者の門 （朝日ソノラマ 1987年10月）
- 蔦に覆われた棺 （集英社 1987年12月）
- 妖髪 恐怖サスペンス （大陸書房 1987年10月）
- 学園最終戦争（ハルマゲドン） （光風社出版 1987年10月）
- 暗黒の火竜 サラマンダーの復讐 （廣済堂出版 1987年12月）
- 猫路 （集英社 1988年11月）
- 花神曼陀羅 妖花亭の女たち （廣済堂出版 1988年11月）
- 魔術師の棺 （勁文社 1988年6月）
- 死霊警官 サスペンス・ホラー （大陸書房 1988年9月）
- 猫窓 （集英社 1988年7月）
- 魔境のツタンカーメン 長篇英雄活劇 （徳間書店 1988年10月）
- コガネムシの棲む町 （徳間書店 1988年7月）
- 緋の墓標シリーズ
  - 緋の墓標 （朝日ソノラマ 1988年10月）（文庫版）
  - ハードボイルド・バンパイア 緋の墓標2 （朝日ソノラマ 1990年11月）
  - 美しきローズマリー 緋の墓標3 （朝日ソノラマ 1991年3月）
  - ダーク・シャングリラ 緋の墓標4 （朝日ソノラマ 1991年5月）
  - 黄金鷲の残照 緋の墓標5 （朝日ソノラマ 1992年4月）
- 妖魔の肖像 （角川書店 1989年1月）
- 猫橋 （集英社 1989年4月）
- 冬の旅殺人事件 （廣済堂出版 1989年5月）
- 地獄で眠れ 感傷戦士 長編ハードアクション （勁文社 1989年7月）
- 魔聖女マリアン 金狼オーロラに翔ぶ スーパー・ファンタジー （大陸書房 1989年10月）
- 誘拐 愛のかたみに （集英社 1990年3月）
- 死の谷の子供たち （徳間書店 1990年8月）
- 水底の顔 （朝日ソノラマ 1991年7月）
- アステカの赤い突風 太陽の娘たち （集英社・1991年5月）
- トロイア戦記1-3 （ベストセラーズ 1991年 - 1992年）
- プリンス・エドワード島の花嫁 太陽の娘たち2 （集英社 1991年10月）
- 死者の伝言板 （廣済堂出版 1991年3月）
- ゴジラvsキングギドラ （朝日ソノラマ 1991年11月）[2]
- 滝上幻談 ダーク・フィールド （集英社 1992年9月）
- 孔明の聖像 姜維戦記 （光栄 1993年12月）
- ザナドゥー 女神の墓標 （角川書店 1993年12月）
- 神を放った男 映画製作者田中友幸とその時代 （キネマ旬報社 1993年12月）[2]
- 孔明と卑弥呼 （光栄 1993年3月）
- 新宿極道者 （廣済堂出版 1993年4月）
- ガブ 鬼翔ける夜 （角川書店 1993年4月）
- 邪神たちの2・26 （学習研究社 1994年8月）
- 髑髏皇帝 （講談社 1995年2月）
- 戦艦大和 東京篇 （ベストセラーズ 1995年12月）
- 処刑官 ヴードゥーの祈り （角川書店 1995年1月）
- 戦艦大和 海魔砲撃篇 （ベストセラーズ 1996年4月）
- クローン人間 長篇バイオニック・アクション （廣済堂出版 1997年7月）
- 怪談学園 （飛天出版 1997年8月）
- 孔明、邪馬壹国侵略ス 長編歴史シミュレーション （飛天出版 1998年7月）
- 3分間ミステリー あなたの頭脳に挑戦 （ベストセラーズ 2003年7月）
- 続3分間ミステリー この謎が解けますか? （ベストセラーズ 2004年3月）
- 鼠舞 （講談社 2008年1月）

#### アンソロジー
- 異形コレクション ラヴ・フリーク （廣済堂文庫 1998年1月） 「怪魚が行く」
- 水の妖怪 （リブリオ出版 2001年4月） 「水中のモーツァルト」

### 滝原満名義
- 天界戦士レオン （大陸書房 大陸ノベルス）
  1. 海賊船に赤い薔薇 （1990年3月）
  2. 最果ての女神たち （1990年6月）
  3. クリスタル城の人狼皇帝 （1990年6月）
  4. 妖怪惑星の皇女 （1991年2月）
  5. クラーケンの猛逆襲 （1991年6月）
- シンデレラ殺人劇場 ―女撮影所長笛吹紀子 （2001年頃、大創産業 ダイソー・ミステリー・シリーズ4）

### 草薙圭一郎名義
- サンフランシスコ占領! （コスミックインターナショナル 1996年12月）
- 成層圏爆撃機「富嶽」 （コスミックインターナショナル 1997年2月）
- 大和・大西洋に咆哮す! （コスミックインターナショナル 1997年5月）
- ロンメル軍団を撃破せよ! （コスミックインターナショナル 1997年8月）
- 帝国艦隊ロシア征服 （コスミックインターナショナル 1997年8月）
- 北朝鮮侵攻す! 第1-3部 （コスミックインターナショナル 1997年）
- 戦艦ビスマルクを撃沈せよ! （コスミックインターナショナル 1997年4月）
- 超巨大空母「三笠」出撃す! （コスミックインターナショナル 1998年2月）
- 逆転・ノモンハン大戦車戦 （飛天出版 1998年11月）
- 超巨大空母『三笠』奮戦す! （コスミックインターナショナル 1998年3月）
- 超巨大空母『三笠』強襲す! （コスミックインターナショナル 1998年6月）
- 超巨大空母『三笠』突入す! （コスミックインターナショナル 1998年7月）
- 超弩級（時空）原子力空母『大和』 第1-6部 （コスミックインターナショナル 1998年 - 1999年）
- 北朝鮮世界征服!! 第1-3部 （コスミックインターナショナル 1999年）
- 時空戦艦「大和」日本沈没を救え1-11 （コスミックインターナショナル 1999年 - 2000年）
- 超太平洋戦記 （コスミックインターナショナル 1999年4月）
- 逆転ガダルカナル争奪戦 （飛天出版 1999年4月）
- 大撃滅!真珠湾艦隊 （コスミックインターナショナル 1999年4月）
- 大撃滅!ミッドウェー艦隊 （コスミックインターナショナル 1999年5月）
- 連合艦隊大爆撃! （コスミックインターナショナル 1999年6月）
- 大激闘!!『零戦隼』 （コスミックインターナショナル 1999年7月）
- 逆転・ミッドウェー大海戦 （飛天出版 1999年1月）
- 超弩級原子力空母「大和」 新沖縄決戦 （コスミックインターナショナル 1999年1月）
- 時空戦艦「大和」日本沈没を救え3 （コスミックインターナショナル 2000年1月）
- 超軍神山本五十六 （コスミックインターナショナル 2000年）
- 極東大戦 （コスミックインターナショナル 2000年6月）
- 逆転!大東亜戦争 （コスミックインターナショナル 2000年10月）
- 時空戦艦『大和』超第三帝国を撃滅せよ1-8 （コスミックインターナショナル 2000年 - 2001年）
- 続・時空戦艦「大和」1-2 （コスミックインターナショナル 2001年）
- アルカイダ壊滅作戦 （コスミックインターナショナル 2001年11月）
- 新・時空戦艦「大和」1-6 （コスミックインターナショナル 2001年 - 2002年）
- 時空潜空母「大和」1-4 （コスミック出版 2002年 - 2003年）
- 戦艦大和北海怒濤戦 （経済界 2003年1月）
- 時空大戦1-3 （コスミック出版 2003年）
- 戦艦大和布哇制覇戦 （経済界 2003年7月）
- イージス艦「やまと」真珠湾奇襲!! （コスミック出版 2003年11月）
- イージス艦「やまと」大西洋出撃! （コスミック出版 2003年12月）
- 神霊の艦隊1-3 （有楽出版社 2003年 - 2004年）
- イージス艦「やまと」独艦隊撃滅! （コスミック出版 2004年2月）
- 超時空戦艦『大和』1-3 （コスミック出版 2004年）
- 時空戦闘艦「やまと」1-3 （コスミック出版 2004年 - 2005年）
- 超弩級連合艦隊1-3（コスミック出版 2005年）
- 無風の剣 （コスミック出版 2005年10月）
- 投げ独楽佐吉捕物帳 （コスミック出版 2006年2月）
- 皇軍の艦隊1-3（コスミック出版 2006年）
- 超太平洋戦記 上（太平洋戦線風雲編） （コスミック出版 2006年11月）
- 超太平洋戦記 下（欧州戦線乱雲編） （コスミック出版 2006年11月）
- 超時空連合艦隊1-3（コスミック出版 2007年）
- 機攻戦艦「大和」1-3 （コスミック出版 2007年-2008年）

## 翻訳
- 怪物 （カール・ジャコビ、他 朝日ソノラマ 1975年）